# Денія Кабальєро
Денія Кабальєро Понсе (ісп. Denia Caballero Ponce, нар. 13 січня 1990) — кубинська легкоатлетка, яка спеціалузіється в метанні диска, призерка Олімпійських ігор, чемпіонка світу.
На світовій першості-2019 стала здобула «срібло» в метанні диска.

## Виступи на Олімпіадах
| Олімпіада   | Дисципліна    | Місце |
| ----------- | ------------- | ----- |
| 2012 Лондон | метання диска | 2кв13 |
| 2016 Ріо    | метання диска | 3     |